# Radó Árpád (újságíró)
Radó Árpád (Sárszeg, 1909. január 1. – Volokonovka, Ukrajna, 1943. június 13.) hírlapíró, zeneszerző

## Életútja
Nagyváradon érettségizett, rövid ideig gyári tisztviselő, majd 1928-tól tizenkét éven át a Nagyváradi Napló színházi rovatvezetője. Bátor hangú, csipkelődésre hajlamos írásait más lapok is szívesen közölték, így a kolozsvári Ellenzék, amelynek állandó munkatársa. 
Manifesztum címmel 1932-ben röpiratot bocsátott ki írók és újságírók nevében, tiltakozásul Sallai Imre és Fürst Sándor kivégzése ellen. Harcos publicisztikájából kiemelkedik fasisztaellenes Hitler bajusza című írása, amely a Napló hasábjain (1939) jelent meg. Kunda Andor mellett alapító tagja volt a József Attila Irodalmi Társaságnak. 
Munkaszolgálatosként halt meg a szovjet fronton.

## Munkássága
Szépirodalmi próbálkozásaira, így verseire Kassák Lajos hatása nyomta rá bélyegét. 1930-ban A kis cukrászlány című operettel, 1931-ben Pisztráng című egyfelvonásosával jelentkezett.
Önálló kötetei: Lendület (versek, Nagyvárad, 1929); Viharos napok (esszégyűjtemény, Nagyvárad. 1939).